# Tzimol
Tzimol è un comune del Messico, situato nello stato di Chiapas.